# 長角狡鮟鱇
長角鮟鱇（学名：Dolopichthys longicornis），為輻鰭魚綱鮟鱇目棘茄魚亞目夢角鮟鱇科的其中一種。其种加词“longicornis ”意为“长角的”。分布於全球各大洋熱帶至溫帶海域，屬深海魚類，棲息深度約100至500公尺，體長可達15.9公分。